# 트윈 이펙트
《트윈 이펙트》(중국어: 千機變, 영어: The Twins Effect)는 2003년 공개된 홍콩의 액션 영화이다.

## SBS 성우진 (2006년 9월 16일)
- 안지환 - 리브 (정이건)
- 이선 - 헬렌 (채탁연)
- 김장 - 카자프 (진관희)
- 박소라 - 집시 (종흔동)
- 박일 - 프라다 (황추생)
- 홍시호 - 재키 (성룡)
- 최한 - 듀크 (믹키 하트)
- 엄현정 - 아이비 (막문위)
- 박웅선
- 신찬혁
- 임주현